# Буруанская белоглазка
Буруанская белоглазка (лат. Zosterops buruensis) — вид воробьиных птиц из семейства белоглазковых (Zosteropidae). Подвидов не выделяют.

## Распространение
Эндемики островов Индонезии, в том числе обитают на острове Буру, в честь которого присвоено видовое название.

## Описание
Длина тела 11,5—12 см; масса 11—13 г. Белое глазное кольцо спереди прервано чёрной линией. Верхняя часть головы и верхняя сторона тела птицы в целом тускло-оливковые, сзади слегка более желтоватого оттенка. Горло и нижняя сторона тела при этом жёлтые, по бокам оттенок более тёмный. Клюв чёрный, его основание иногда серое. Ноги чёрные или серые.

## Охранный статус
МСОП присвоил виду охранный статус LC.